# Portugese escudo
De Portugese escudo (afkorting: PTE) was van 1911 tot de invoering van de euro (2002) de nationale munteenheid van Portugal. Eén escudo was onderverdeeld in 100 centavos.
Op het moment van de overgang naar de euro waren de volgende munten respectievelijk bankbiljetten in gebruik (de munten werden geslagen door Imprensa Nacional-Casa da Moeda):
Munten:
- 1 escudo (€ 0,005)
- 5 escudos (€ 0,0249)
- 10 escudos (€ 0,0499)
- 20 escudos (€ 0,0998)
- 50 escudos (€ 0,2494)
- 100 escudos (€ 0,4988)
- 200 escudos (€ 0,9976)

Bankbiljetten:
- 500 escudos (€ 2,49)
- 1000 escudos (€ 4,99)
- 2000 escudos (€ 9,98)
- 5000 escudos (€ 24,94)
- 10.000 escudos (€ 49,88)

## Geschiedenis
De escudo werd ingevoerd in 1911 ter vervanging van de Real. De wisselkoers werd vastgesteld op 1000 rėis = 1 escudo. De vervanging vond plaats om politieke redenen; Portugal was net een republiek geworden en er heerste een sterke drang om te moderniseren.
1000 escudos werd ook wel "um conto" genoemd. In 2015 rekenen nog steeds veel, vooral oudere Portugezen, in contos als het om grote bedragen gaat zoals bij het verkopen of kopen van een huis. Dit zorgt vaak voor verwarringen.   
Op 1 januari 2002 werd de escudo vervangen door de euro tegen een wisselkoers van 200,482 escudo = 1 euro.